# Drachenfels (Animationsserie)
Drachenfels (englischer Titel: Dragon’s Rock) ist eine deutsch-irische Animationsserie, die zwischen 2004 und 2006 produziert wurde.

## Handlung
Stanley Hopper ist ein Drache, der unter Menschen aufgewachsen ist. Da so etwas bei Drachen nicht gern gesehen ist, hat er es oft nicht leicht. Zudem machen ihm seine drei Kinder, das vorpubertäre Drachenmädchen Zoe und die siebenjährigen chaosverursachenden Zwillinge Julius und Julia, ständig Ärger. 

## Produktion und Veröffentlichung
Die Serie wurde zwischen 2004 und 2006 von Gum Studios in deutsch-irischer Kooperation produziert. Dabei sind 26 Folgen entstanden. Die deutsche Erstausstrahlung fand am 5. September 2004 auf Super RTL statt. Zudem wurden mehrere DVDs veröffentlicht. Die Entwürfe für die Charaktere stammen von Ute Krafft.

## Episodenliste
| Folge | deutscher Titel                      | deutsche Erstausstrahlung |
| 1     | Das verlorene Ei                     | 05.09.2004                |
| 2     | Der Rollentausch                     | 12.09.2004                |
| 3     | Der große Unterschied                | 19.09.2004                |
| 4     | Der vierfache Cyril                  | 26.09.2004                |
| 5     | Babysitter mit drei Köpfen           | 03.10.2004                |
| 6     | Ein heißer Tag                       | 10.10.2004                |
| 7     | Die Drachenscheinprüfung             | 17.10.2004                |
| 8     | Ping-Pong, der Unbesiegbare          | 24.10.2004                |
| 9     | Die goldene Kammer                   | 02.07.2006                |
| 10    | Massimo Mamazotti, der Vielverlobte  | 09.07.2006                |
| 11    | Hofnarr des Drachenrates             | 16.07.2006                |
| 12    | Einfach mal ausspannen               |                           |
| 13    | Valentinstag                         |                           |
| 14    | Vatertag                             |                           |
| 15    | Der zweite Ritter                    |                           |
| 16    | Zehn Knochen                         |                           |
| 17    | Der Seelenkundler                    | 27.08.2006                |
| 18    | Genevieves Verlobter                 |                           |
| 19    | Der Apfel fällt nicht weit vom Stamm |                           |
| 20    | Das Seelenwandlerelixier             |                           |
| 21    | Die Trutzburg der Verdammten         |                           |
| 22    | Der Streik                           |                           |
| 23    | Ein Vater sieht rot                  |                           |
| 24    | Die Prüfung                          |                           |
| 25    | Die Beschwerdewoche                  |                           |
| 26    | Tante Henriette                      |                           |